# 埼玉県立上尾鷹の台高等学校
埼玉県立上尾鷹の台高等学校（さいたまけんりつあげおたかのだいこうとうがっこう）は、2008年（平成20年）4月に埼玉県上尾市に開校した男女共学の高等学校である。前身は埼玉県立上尾東高等学校と埼玉県立上尾沼南高等学校。イメージマスコットは、学校名にもある鷹の「ようよう」。

## 設置学科
- 単位制 普通科

## 沿革

### 埼玉県立上尾東高等学校
- 1974年（昭和49年） 開校。
- 1977年（昭和52年） 詩人の谷川俊太郎と作曲家の林光による作詞、作曲の校歌制定。
- 2004年（平成16年） 上尾市文化センターにおいて、創立30周年記念式典が挙行された。

### 埼玉県立上尾沼南高等学校
- 1979年（昭和54年） 開校。

### 統合前後
- 2007年（平成19年） 山小屋風陶芸室完成。
- 2008年（平成20年） 埼玉県立上尾東高等学校、埼玉県立上尾沼南高等学校が統合され、埼玉県立上尾鷹の台高等学校開校。（設置場所は埼玉県立上尾沼南高等学校の跡地）
- 2010年（平成22年） 体育館修繕工事終了

## 交通
- 埼玉新都市交通伊奈線（ニューシャトル）沼南駅下車徒歩10分
- JR宇都宮線東大宮駅より東武バス、原市団地（循環）行き「団地北口」バス停下車徒歩10分
  - または朝日バス、尾山台団地経由上尾駅東口行き「団地北口」バス停下車徒歩10分。
- JR高崎線上尾駅より朝日バス、尾山台団地経由東大宮駅行き「沼南駅」下車徒歩10分
  - または上尾駅より朝日バス、県営砂団地経由東大宮駅行き「仲町」下車徒歩15分

## 進路
2013年度の大学進学率は約30％であり、約40％の生徒が専門学校に進学している。